# Aristide Tendret
Aristide Tendret est un homme politique français né le 13 octobre 1797 à Belley (Ain) et mort le 16 octobre 1871 à Belley.

## Biographie
Avocat, il est maire de Belley sous la Monarchie de Juillet. Il est représentant de l'Ain à l'Assemblée constituante de 1848, et siège à droite. Il est élu représentant de l'Ain le 8 février 1871, mais démissionne au bout de quelques semaines.

## Sources
- « Aristide Tendret », dans Adolphe Robert et Gaston Cougny, Dictionnaire des parlementaires français, Edgar Bourloton, 1889-1891 [détail de l’édition]